# ラブ・クライム 偽りの愛に溺れて
『ラブ・クライム 偽りの愛に溺れて』（ - いつわりのあいにおぼれて、Crime d'amour）は2010年のフランスのサスペンス映画。アラン・コルノー監督の最後の作品（公開直後に死去）で、出演はリュディヴィーヌ・サニエとクリスティン・スコット・トーマスなど。多国籍企業で働く上司と部下の2人の女性の間の確執から起きる殺人事件の顛末を描いている。2012年にブライアン・デ・パルマ監督により『パッション』としてリメイクされている。
日本では劇場未公開だが、2013年6月16日にWOWOWで放映された。

## ストーリー
ある一流の多国籍企業で若き女性幹部として働くイザベルと彼女の上司で重役のクリスティーヌは、互いに才能を認め合い、公私に渡って良きパートナーとしての関係を築いている。ところが、クリスティーヌが自分の代わりにイザベルをカイロに出張させ、取引先の会社の社員でクリスティーヌの恋人でもあるフィリップを同行させたことから、2人の関係は大きく変わる。イザベルは出張先で目覚ましい成果を上げる一方、フィリップと関係してしまったのだ。これに気付いたクリスティーヌはイザベルのカイロでの功績を自分のものとして横取りしてしまう。更にイザベルがクリスティーヌに黙って進めたプロジェクトが会社に評価されると、クリスティーヌは露骨にイザベルを敵視するようになり、フィリップと別れさせた上、公の場でイザベルを激しく侮辱する。この事態にイザベルはクリスティーヌに対して殺意を抱くようになる。
まず、イザベルはクリスティーヌに精神的に追いつめられ薬物に依存しているふりをして同僚らにその様子をあからさまに見せつけるなど緻密な準備をする。そして、週末に家で1人になったクリスティーヌを襲って刺し殺すと、わざとイザベルの犯行に見えるように、ダイイング・メッセージとして「ISA」と残し、更にクリスティーヌからもらったスカーフの切れ端をクリスティーヌの死体に握らせる。こうしてイザベルの思惑通りにイザベルは容疑者として逮捕されると、薬物で朦朧となっているふりをして犯行を自供する。ところがしばらくした後に薬物依存の状態から回復したとして、自供は精神的に正常でない状態でのもので無効であり、自分はクリスティーヌを殺していないと主張し始める。すると、イザベルがあらかじめ用意していた通りに、アリバイが証明され、しかも凶器やスカーフなどのイザベルによる犯行を示す証拠の全てが覆り、イザベルは無罪放免となる。一方、フィリップが不正経理で会社の金を横領し、それをクリスティーヌが隠蔽していたことを知っていたイザベルは、その証拠資料を利用し、クリスティーヌの殺害をフィリップによる犯行に見せかけることに成功する。
こうしてクリスティーヌに代わって重役となったイザベルは順調に仕事をこなすが、イザベルの忠実な助手ダニエルは、イザベルを心配して彼女が飲んでいた薬を調べたことで薬が偽物であることを知り、イザベルによる犯罪計画に気付いていたのだ。イザベルはその事実を知り、愕然とする。

## キャスト
- イザベル・ゲラン: リュディヴィーヌ・サニエ - パリの多国籍企業の女性幹部。
- クリスティーヌ・リヴィエール: クリスティン・スコット・トーマス - 女性重役。イザベルの上司。
- フィリップ・デシャン: パトリック・ミル（フランス語版） - クリスティーヌの恋人。
- ダニエル: ギョーム・マルケ（フランス語版） - イザベルの忠実な助手。

## 製作
アラン・コルノー監督の義理の息子（妻ナディーヌと前夫ジャン＝ルイ・トランティニャンの息子）であるヴァンサン・トランティニャンが「ヴァンサン・トランティニャン＝コルノー」の名義で第1助監督を、また義理の娘マリー・トランティニャンの息子で俳優のロマン・コリンカが助監督の1人を務めている。

## 作品の評価
Rotten Tomatoesによれば、80件の評論のうち、64%にあたる51件が高く評価しており、平均して10点満点中6.15点を得ている。
アロシネによれば、フランスの16のメディアによる評価の平均点は5点満点中2.9点である。